# Catarina Deremar
Catarina Maria Deremar, född 18 november 1965 i Tierps församling, Uppsala län, är en svensk politiker (centerpartist). Hon är ordinarie riksdagsledamot sedan 2021, invald för Uppsala läns valkrets.
Deremar utsågs till ny ordinarie riksdagsledamot för Uppsala läns valkrets från och med 1 januari 2021 sedan Solveig Zander avsagt sig uppdraget som riksdagsledamot.
I riksdagen är Deremar ledamot i kulturutskottet sedan 2021 och ledamot i Nordiska rådets svenska delegation sedan 2022. Hon är även kvittningsperson för Centerpartiet sedan 2021 samt suppleant i EU-nämnden, konstitutionsutskottet och ledamotsrådet. Deremar har varit suppleant i bland annat kulturutskottet.